# Kostel Narození Panny Marie (Hlinsko)
Barokní neorientovaný kostel Narození Panny Marie se nalézá nad ulicí Faráře Toufara v městě Hlinsko v okrese Chrudim. Kostel je chráněn jako nemovitá kulturní památka ČR.

## Historie
Kostel v Hlinsku se připomíná již v roce 1350 jakožto farní; za dob husitských byla zde fara kališnická až do r. 1624, kdy zavedena duchovní správa katolická ve spojení se Skutčí; mezi roky 1655—1662 dostalo se Hlinsku fary samostatné. 
Barokní kostel byl postaven v letech 1730-45 na místě původního dřevěného gotického kostela nákladem hraběte Štěpána Viléma Kinského chrudimským stavitelem Donátem Morazzim. Z původního gotického kostela byla do novostavby zakomponována v průčelí kostela původní již zděná hranolová věž (její spodní část byla obestavěna barokním pláštěm). Z vybavení původního dřevěného gotického kostela se dochovala pouze křtitelnice z roku 1628 a zvon ve věži, který váží 1315 kg a byl ulit v roce 1520 mistrem Danielem z Kutné Hory. 

## Popis
Kostel Narození Panny Marie v Hlinsku je neorientovaná jednolodní stavba s půlkruhově zakončeným presbytářem a čtvercovými bočními přístavbami sakristie a kaple svatého Cyrila a  Metoděje. 
Kostelní loď má vykrojeny rohy u předního průčelí. V předním průčelí se v přízemí nacházejí tři vstupy do kostela přístupné po osmi pískovcových schodech, nad prostředním vstupem je obloukovitě vzepjatá profilovaná římsa, nad bočními vstupy jsou rovné profilované římsy. Nad římsami jsou umístěna vysoká půlkruhovitě zakončená okna. V úrovni střechy kostelní lodi obíhá celý kostel korunní profilovaná římsa. 
Zvonové patro věže má tři zvonová okna zakončená půlkruhem, nad nimi jsou umístěny ciferníky věžních hodin. Věž je zastřešena cibulovitou bání vybíhající do ostré špice zakončené zlacenou makovicí a křížem. Střešní krytina věže a kostelní lodi je plechová. Nad presbytářem kostela je na střeše umístěn osmiboký sanktusník.
Kostelní loď osvětlují na každé straně tři vysoká půlkruhovitě zakončená okna, presbytář je osvětlen dvěma dvojicemi vysokých půlkruhových oken. 
Z vybavení kostela je nejhodnotnější hlavní oltář. Sochy sv. Václava a sv. Víta jsou stejně jako sochy andělů s drapérií po stranách tabernáklu, dílem chrudimského řezbáře Ignáce Rohrbacha, jednoho z nejlepších sochařů navazujících na dílo nejvýznamnějšího sochaře českého baroka, Matyáše Brauna. Ze stejné doby pochází kazatelna, dva rozvilinové oltáře svaté Anny a svatého Jana Nepomuckého a skříň varhan.
Presbytář je zaklenut konchou s výsečemi, na něž navazuje valená půlkruhová klenba s trojúhelnými výsečemi. Kostelní loď je plochostropá, svazky pilastrů rozvrhují stěny lodi do tří úseků koncové kouty, s pilastry vyžlabený, na rovném stropě štuková zrcadla. Kruchta v rozšířené průčelní části je podklenuta stlačeně valeně, s výsečemi, v podvěží je křížová klenba.
V roce 2021 proběhla rekonstrukce zvonů ve věži kostela - byly instalovány nové zvony: Panny Marie a svaté Anežky České.

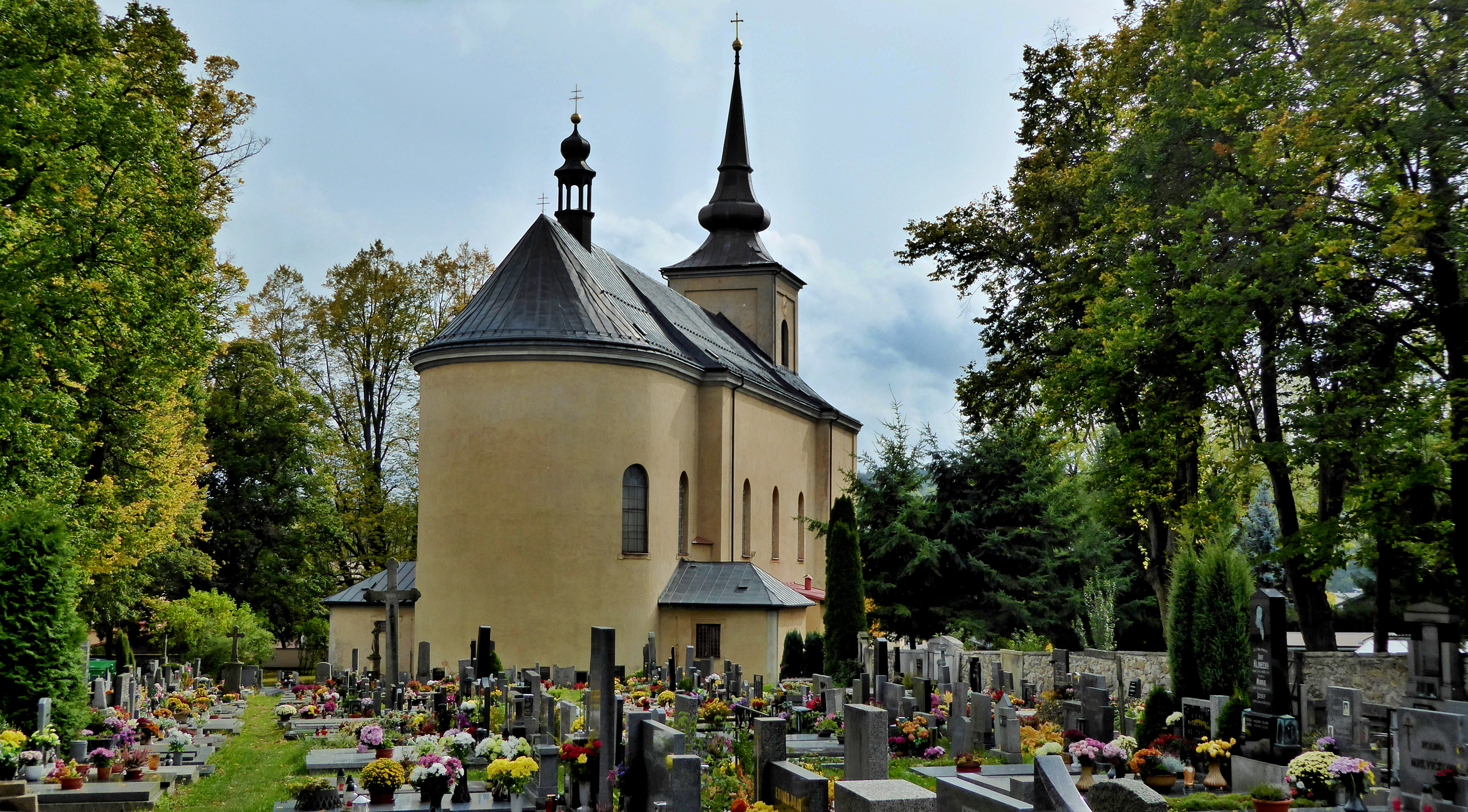
pohled na presbytář kostela Narození Panny Marie v Hlinsku
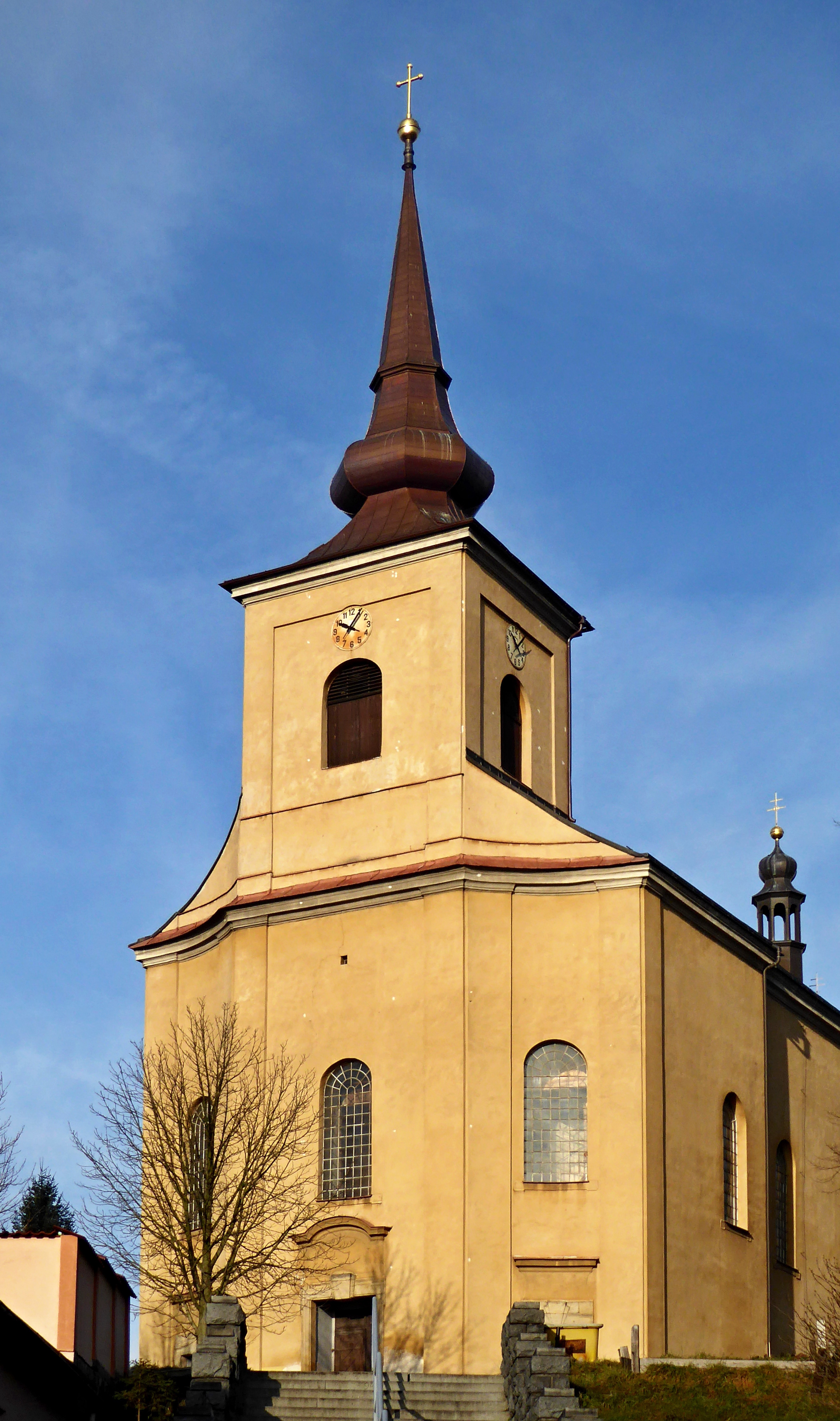
průčelí kostela Narození Panny Marie v Hlinsku
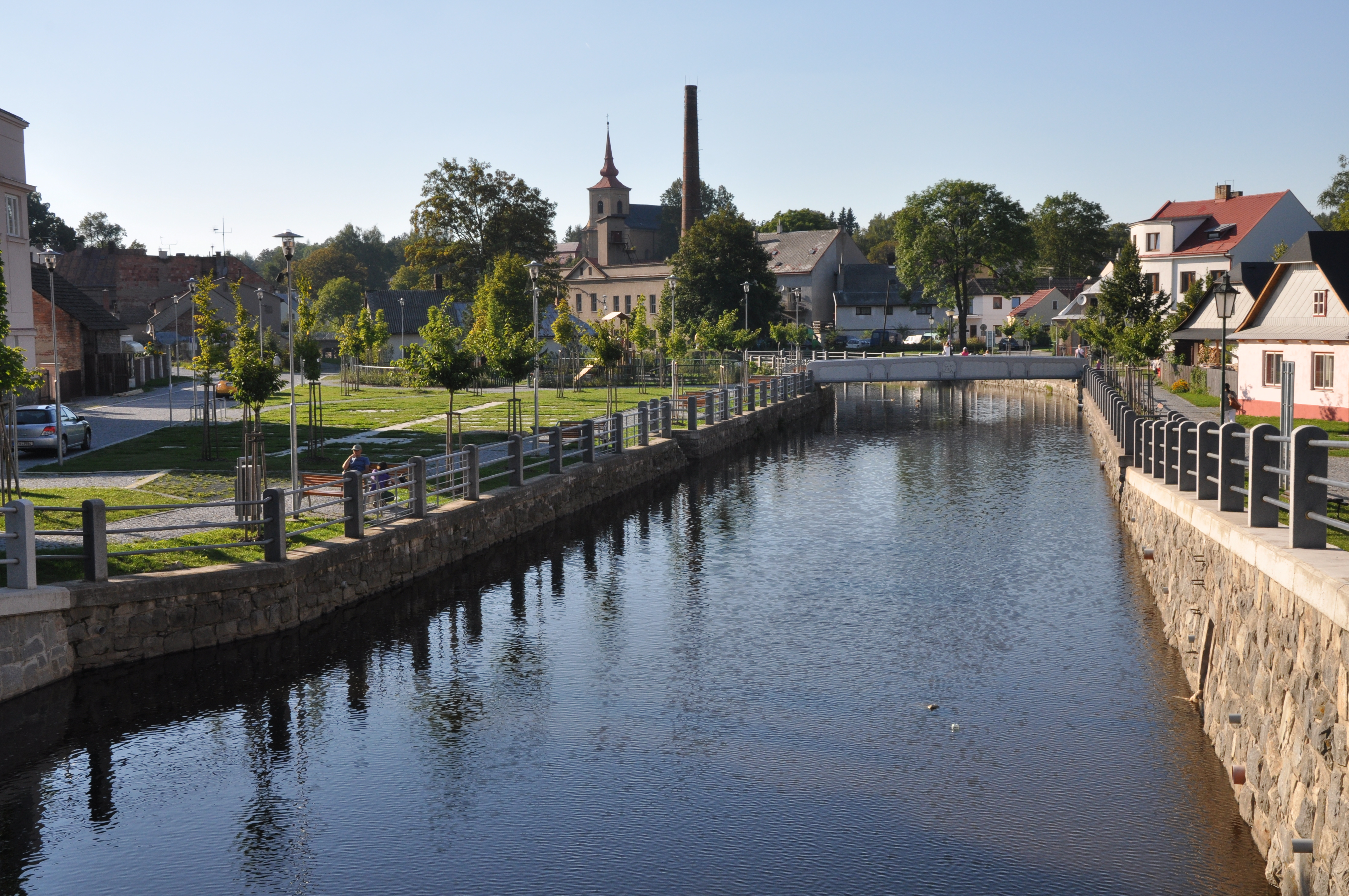
pohled na kostel Narození Panny Marie v Hlinsku od Betléma
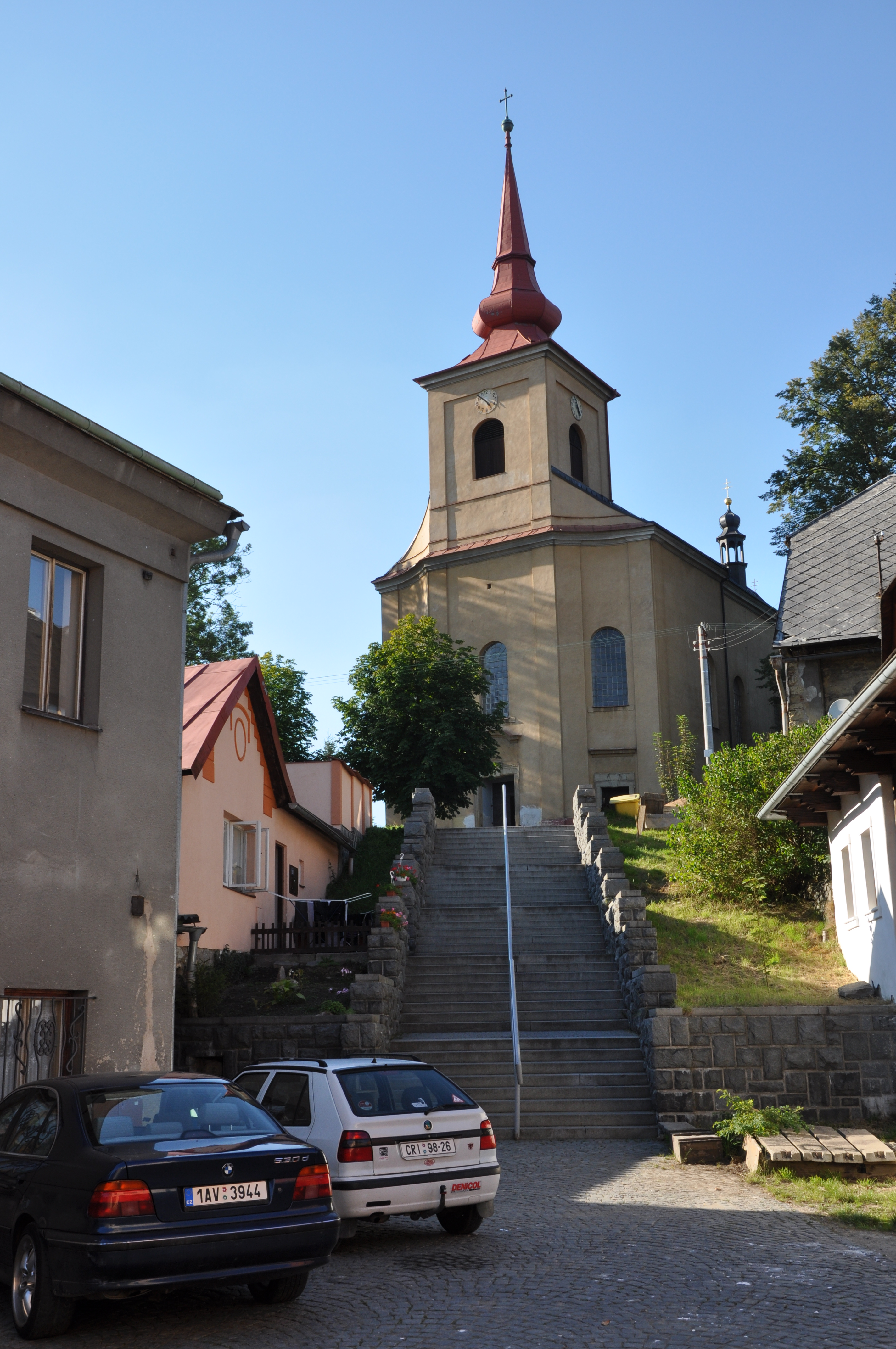
kostel Narození Panny Marie v Hlinsku z Husovy ulice
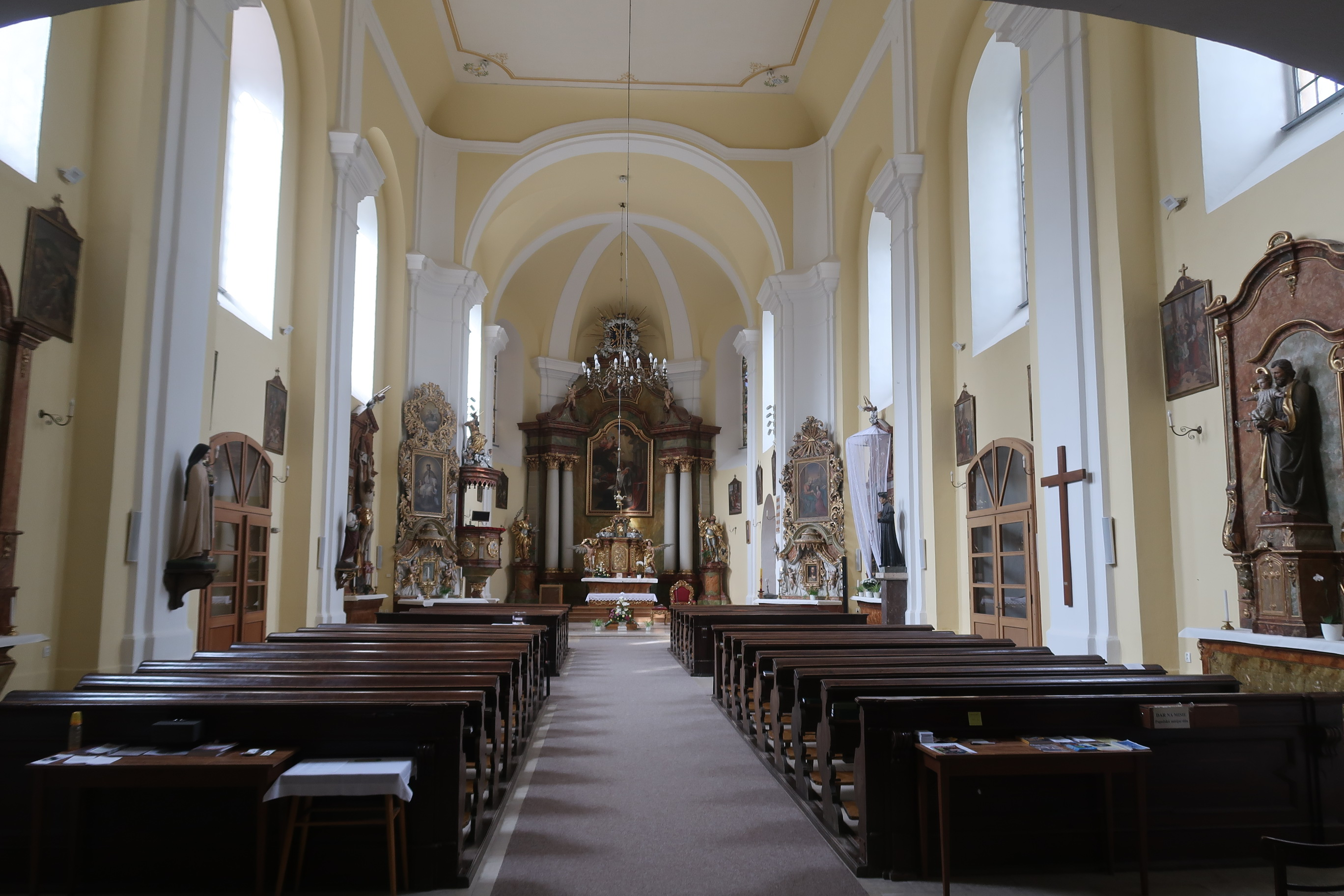
Interiér kostela